# Листи до М 3
«Листи до М. 3» (пол. Listy do M. 3) — польська романтична кінокомедія 2017 року.

## Сюжет
Події відбуваються під час різдвяного сезону у Варшаві, Польща. Мел зіткнеться з непростим завданням — він спробує знайти свого сина. Хлопчик вирушив слідом за своїм дідусем, який зник багато років тому. Прекрасна ведуча Кароліна, яка щодня спокушає по радіо своїм голосом, дивним чином знайде своє кохання. А Войцех спробує налагодити своє життя після смерті дружини.

## В ролях
| Актор                | Роль                                    |
| -------------------- | --------------------------------------- |
| Томаш Каролак        | Мельхіор «Мел Гібсон»                   |
| Агнешка Дигант       | Каріна Лісецька, дружина Степана        |
| Пйотр Адамчик        | Степан Лісецький, чоловік Каріни        |
| Анна Матисяк         | Майка Лісецька, донька Каріни й Степана |
| Агнешка Вагнер       | Малгожата                               |
| Войцех Малайкат      | Войцех, чоловік Малгожати               |
| Юлія Врублєвська     | Тося, дочка Малгожати й Войцеха         |
| Катажина Зелінська   | Бетті, сестра Малгожати                 |
| Магдалена Ружка      | Кароліна                                |
| Анджей Грабовський   | Чарек                                   |
| Збігнєв Замаховський | Богуш                                   |
| Гражина Шаполовська  | Крися                                   |
| Кшиштоф Ковалевський | дідусь                                  |
| Ізабела Куна         | Агата                                   |
| Борис Шиц            | Гібсон                                  |
| Данута Стенка        | Рудольф                                 |